# Ютта Кунц
Ютта Кунц (6 липня 1955) — німецька фізикиня, спеціалістка з квантової теорії поля та загальної теорії відносності. Її дослідження зосереджені на гравітації і включають моделі гравітації, чорні діри, кротовини, солітони, нейтронні зорі, бозонні зорі, бозонні оболонки, чорні кільця та чорні брани.

## Біографія
Кунц здобула ступінь магістра з фізики в Гіссенському університеті в Німеччині (1978). Вона навчалась в аспірантурі з фізики в Університеті Вашингтону в Сіетлі, США, і здобула ступінь доктора філософії з найвищою відзнакою (summa cum laude) в 1982 році. Потім вона працювала постдоком в Лос-Аламоській національній лабораторії в США (1982—1984), і асистенткою в Гіссенському університеті (1984—1987). У 1987—1989 вона була стипендіаткою DFG в Nikhef, Амстердам, Нідерланди.
1989 року Кунц зробила габілітацію в Ольденбурзькому університеті ім. Карла фон Осецького в Німеччині. У 1989—1990 роках вона обіймала посаду наукового співробітника в Nikhef в Амстердамі, а в 1990—1992 роках — наукового співробітника в RU Utrecht, теж у Нідерландах. З 1993 року вона працює професором в Ольденбурзькому університеті ім. Карла фон Осецького.

## Дослідження
Дослідження Кунц зосереджені на формальних аспектах квантової теорії поля та загальної теорії відносності. Зокрема, вона відома своїми дослідженнями гравітації в чотирьох і більшій кількості вимірів (моделі гравітації): чорні діри, червоточини, солітони, нейтронні зорі, бозонні зорі та бозонні оболонки, чорні кільця, чорні брани в загальній теорії відносності, електрослабкі взаємодії та ефективні хіральні моделі квантової хромодинаміки.
Вона є членкинею та однією зі співголів дослідницької навчальної групи з моделей гравітації. Деякі з її робіт були представлені на сайті «PhysicsCentral» Американського фізичного товариства.
Вона написала кілька сотень наукових статей, які отримали багато тисяч цитувань.